# Ahnatal
Ahnatal er en tysk kommune i Landkreis Kassel, i det nordlige Hessen. I 2008 var der 8.015 indbyggere.
Den sydlige del af kommunen grænser op til Kassel.